# Transporte en Panamá

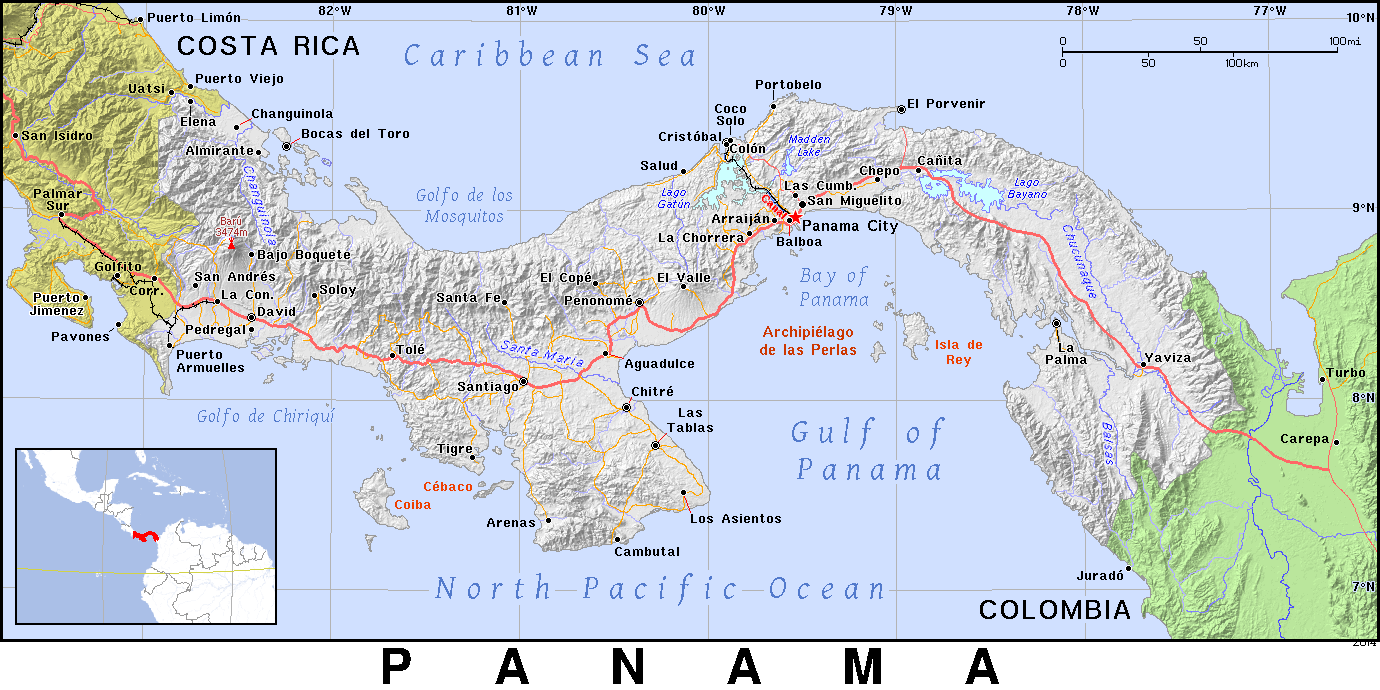
Mapa de Panamá en el año 2014.

El transporte en Panamá incluye una amplia red de autobuses públicos, líneas de metro, ferrocarriles, vías navegables y aeropuertos. El Ferrocarril de Panamá es una extensa línea ferroviaria que proporciona transporte de pasajeros y mercancías por todo el país. Panamá cuenta con un total de 15.137 km de carreteras, tanto asfaltadas como sin asfaltar. Las cuatro autopistas principales son el Corredor Sur, el Corredor Norte, la Autopista La Chorrera y la Autopista de Colón. 
El Canal de Panamá, que atraviesa la región, ofrece una ruta alternativa para el transporte de mercancías. Además, el Aeropuerto Internacional de Tocumen permite el transporte aéreo internacional de pasajeros y es uno de los mayores aeropuertos de Latinoamérica. Se han detectado problemas de transporte derivados del escaso mantenimiento de las carreteras (especialmente, semáforos y alumbrado público) y de la deficiente aplicación de la normativa en las carreteras. Las malas condiciones meteorológicas de abril a diciembre crean más peligros para peatones y usuarios.

## Transporte ferroviario

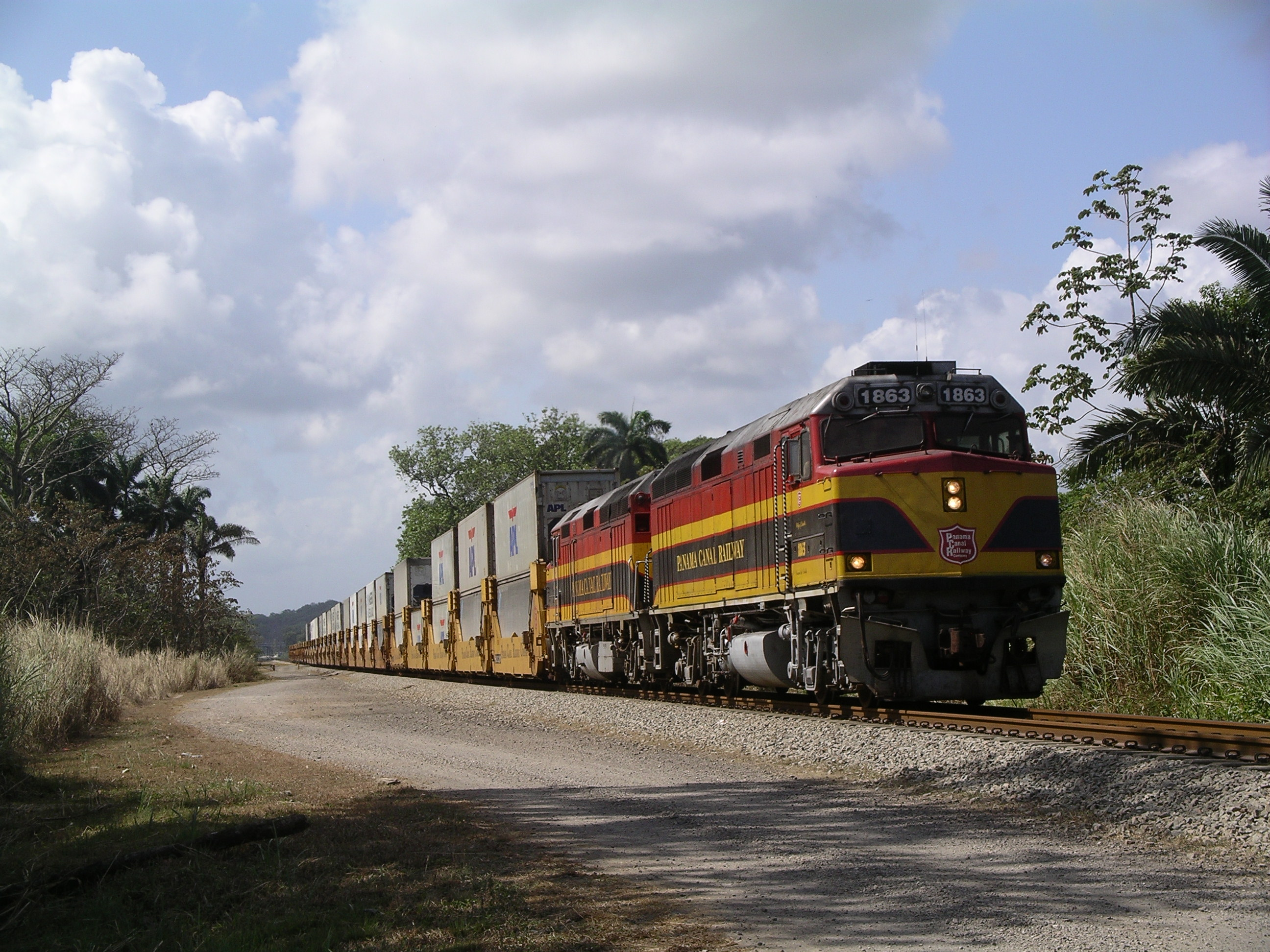
Un tren de contenedores del Ferrocarril de Panamá llegando a Colón.

El Ferrocarril de Panamá es el único ferrocarril de pasajeros y mercancías del país. Es un ferrocarril de ancho estándar que recorre 76 km entre Colón, en la costa atlántica, y Corozal (a las afueras de la capital, Ciudad de Panamá), en la costa pacífica. Estas son las dos únicas estaciones de la línea. Además, existe un ferrocarril de vía ancha junto a las esclusas del Canal de Panamá. Lo utilizan locomotoras eléctricas ("Mulas") que ayudan en la manipulación de los barcos.
El Metro de Panamá es un sistema de transporte rápido en la Ciudad de Panamá. Actualmente hay dos líneas en funcionamiento (inauguradas en 2014 y 2019), y hay más líneas en proyecto.

## Transporte por carretera
- Total: 15.137 km

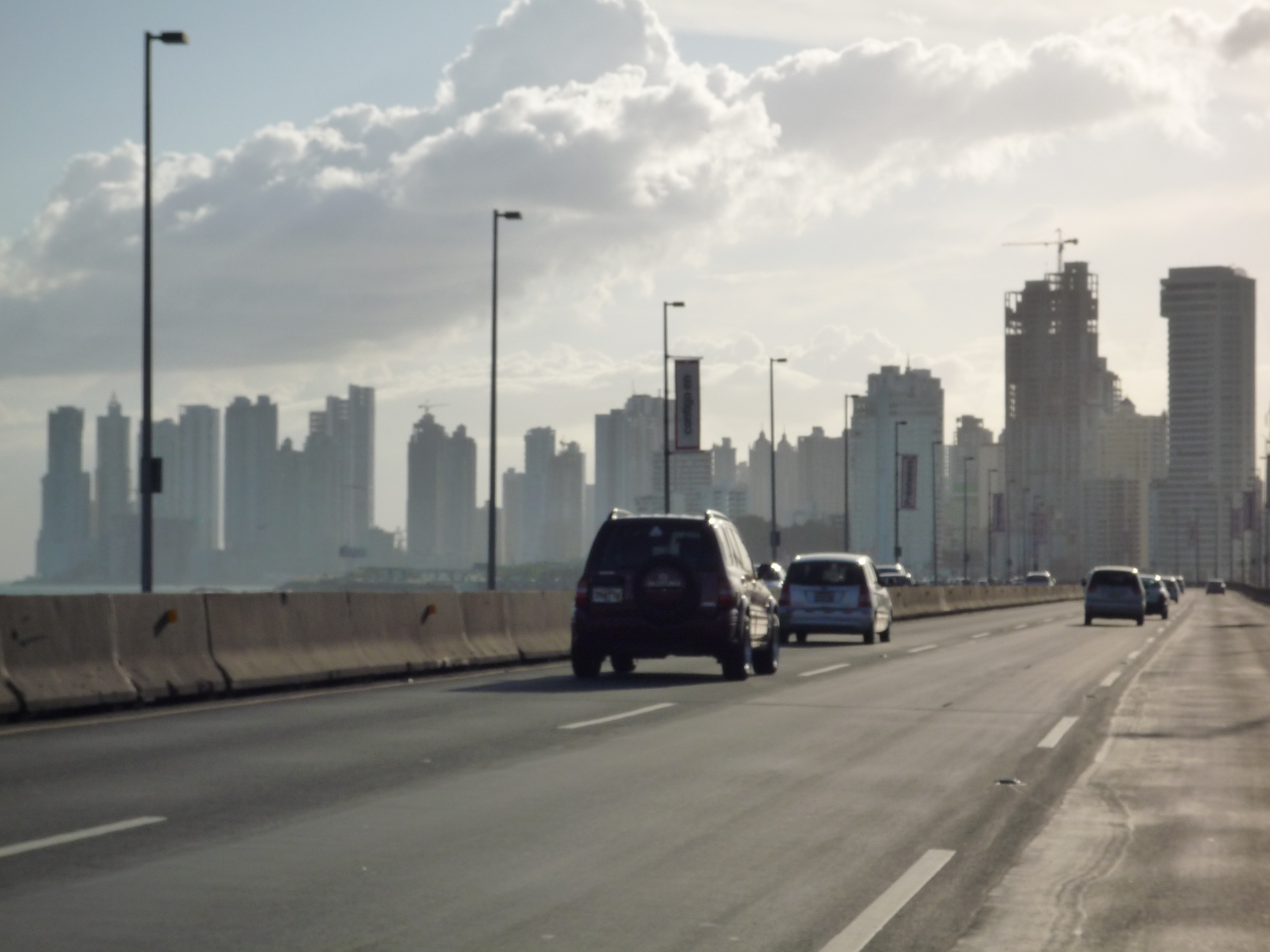
El Corredor Sur es una importante autopista que recorre el sur de la periferia de la Ciudad de Panamá.

  - asfaltados: 6.351 km (incluidos 149 km de autovías)
  - sin pavimentar: 8.785 km (2010)

Panamá cuenta con autopistas bien desarrolladas, en concreto, hay cuatro vías rápidas principales:
- Corredor Norte: De Ciudad de Panamá a Tocumen, 30 km (autopista de peaje).
- Corredor Sur: Ciudad de Panamá al Aeropuerto Internacional de Tocumen, 26 km (autopista de peaje).
- Autopista La Chorrera: De Ciudad de Panamá a La Chorrera, 44 km (autopista de peaje en el pasado, pero libre de peajes desde 2009[2]).
- Autopista Colón: de Ciudad de Panamá a Colón, 59 km (autopista de peaje).

Debido a las recientes mejoras, la carretera Panamericana tiene cuatro carriles que van de Ciudad de Panamá a Santiago de Veraguas. Además, un pequeño tramo de la carretera Panamericana de Tocumen a Pacora, de 18 km, se ha convertido en autopista. Lo mismo ocurre con el tramo de Panamericana entre David y La Coronilla, en la frontera con Costa Rica, que suma 55 km de autopista. La autopista recién construida entre David y Bajo Boquete se extiende a lo largo de 38 km. Lo mismo ocurre con la autopista Chitré - Las Tablas, de 30 km.
Las carreteras, el tráfico y los sistemas de transporte de Panamá son en general seguros, aunque es frecuente que los semáforos no funcionen. La conducción es a menudo peligrosa y exigente debido al denso tráfico, los malos hábitos de conducción, el mal mantenimiento de las calles y la falta de señales y semáforos eficaces. En las carreteras mal iluminadas, la conducción nocturna es difícil. La conducción nocturna es especialmente peligrosa en la antigua autopista Panamá-Colón.
Los autobuses y taxis no siempre se mantienen en condiciones seguras de funcionamiento debido a la falta de cumplimiento de la normativa, y desde 2007 el seguro de automóvil es obligatorio en Panamá. El tráfico en Panamá se mueve por la derecha, y la ley panameña exige que los conductores y pasajeros usen cinturones de seguridad, pero los airbags no son obligatorios.
Las inundaciones que se producen durante la temporada de lluvias, de abril a diciembre, a veces hacen que las calles de las ciudades sean inutilizables para la mayoría de los vehículos, y arrasan algunas carreteras de las zonas rurales. Además, las zonas rurales suelen estar mal mantenidas y carecen de iluminación nocturna. Estas carreteras suelen ser menos transitadas y la disponibilidad de asistencia de emergencia en carretera es muy limitada. Los desplazamientos por carretera son más peligrosos durante la estación de lluvias y desde Carnaval hasta el Viernes Santo. El Carnaval comienza el sábado anterior al Miércoles de Ceniza y dura cuatro días.

## Transporte marítimo y fluvial

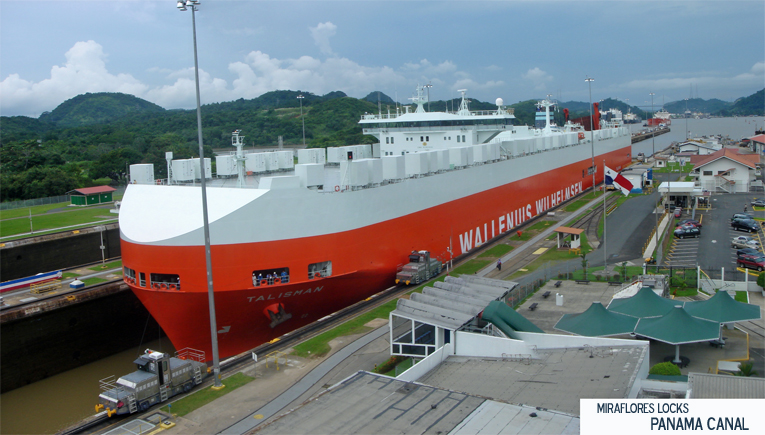
Buque atravesando una exclusa del Canal de Panamá.

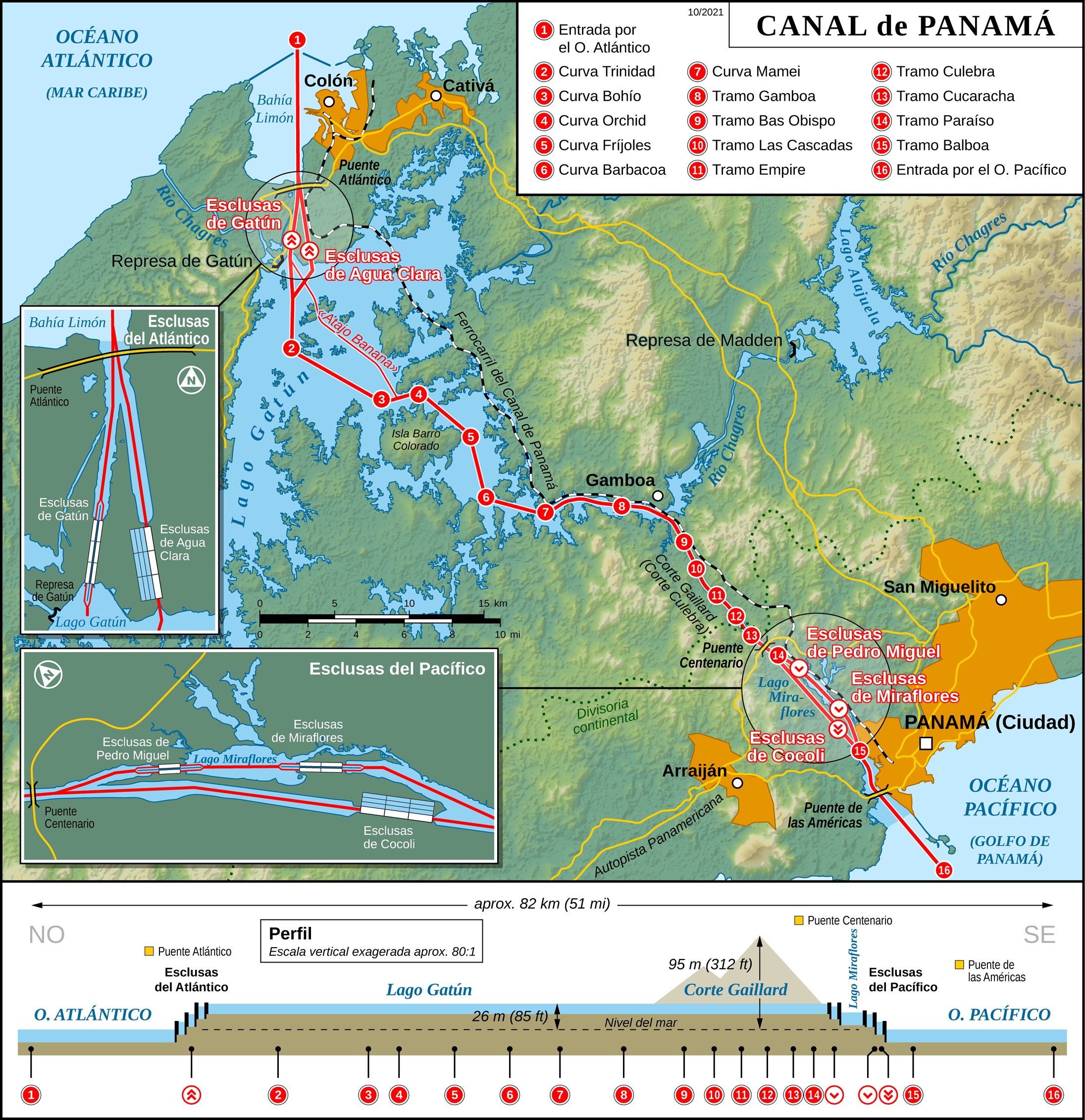
Mapa del Canal de Panamá.

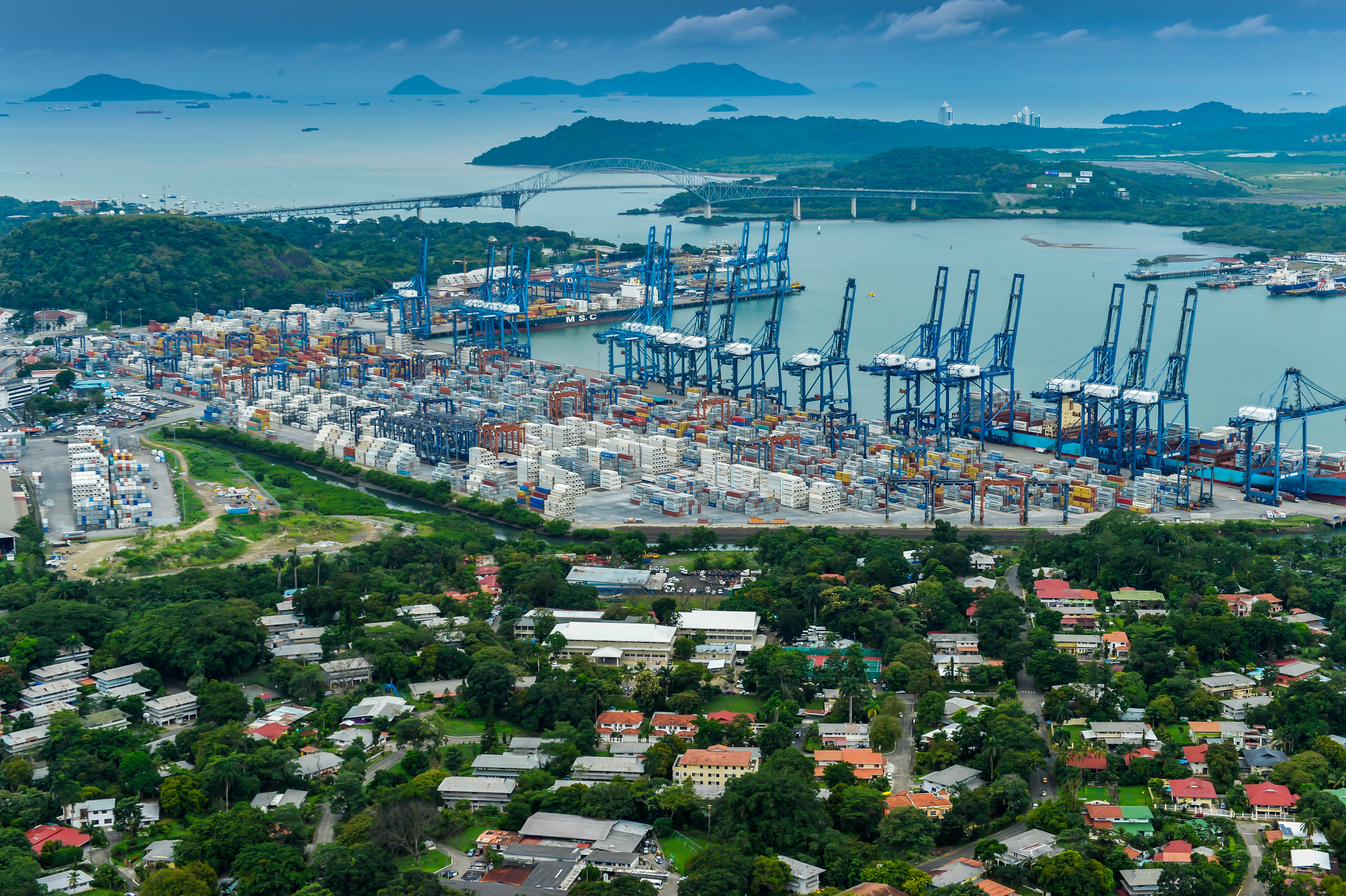
Vista aérea del puerto de Balboa en el año 2016.

Desde su inauguración el 15 de agosto de 1914, el canal de Panamá ha conseguido acortar en tiempo y distancia la comunicación marítima, dinamizando el transporte marítimo y económico al proporcionar una vía de tránsito corta y relativamente barata entre el océano Atlántico y el océano Pacífico, influyendo decisivamente en los patrones del comercio mundial, impulsando el crecimiento económico de los países desarrollados y en vías de desarrollo, además de proporcionar el impulso básico para la expansión económica de muchas regiones remotas del mundo.
En 2012, Estados Unidos, China, Chile, Japón y Corea del Sur fueron los cinco principales usuarios del canal, que lleva de ocho a diez horas cruzar. El canal ampliado se inauguró en 2016, tras una década de obras.

### Oleoductos
El oleoducto Transpanameño transporta crudo a lo largo de 130 km.

### Puertos

#### Atlántico
- Terminal Internacional de Manzanillo (parte de la provincia de Colón)
- Terminal Internacional de PSA Panamá (Ciudad de Panamá)
- Coco Solo

#### Pacífico
- Puerto de Balboa (Balboa)

### Marina mercante
Panamá cuenta con un extenso registro internacional de buques, compuesto por 7.860 embarcaciones. La mayoría son propiedad de países extranjeros, siendo Panamá una bandera de conveniencia.
A 2019, los tipos de buques eran: granelero (2.567), portacontenedores (609), carga general (1.325), petrolero (798) y otros (2.561).

## Transporte aéreo

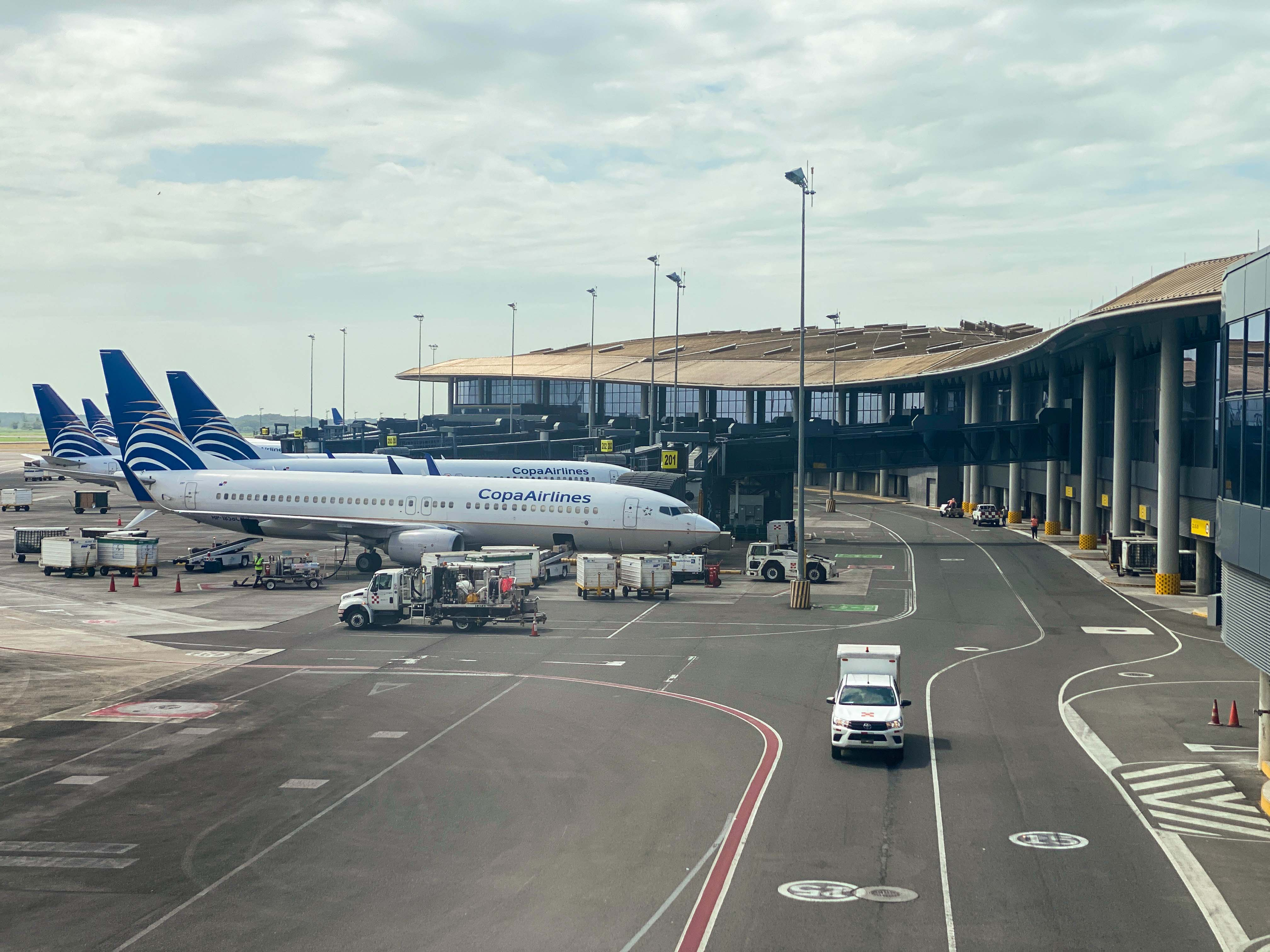
Terminal 2 del Aeropuerto Internacional de Tocumen en el año 2022

El Aeropuerto Internacional de Tocumen es el principal aeropuerto internacional, situado al este de Ciudad de Panamá. Es el centro de operaciones de la aerolínea de bandera Copa Airlines. Ofrece vuelos regulares a América, Europa, Asia y Oriente Medio.
El país cuenta con 117 aeropuertos, 57 con pistas pavimentadas y 60 sin pavimentar.